# Loïc Williams
Loïc Williams Ntambue Kayumba Gironés (Valencia, 7 gennaio 2002) è un calciatore spagnolo, difensore del Granada.

## Biografia
È nato in Spagna da padre congolese e madre spagnola.

## Caratteristiche tecniche
Gioca al centro della difesa.

## Carriera
Ha iniziato a giocare a calcio nelle giovanili di Levante, Patacona, Valencia ed infine Girona, che nel 2021 lo ha promosso nella propria squadra B in Tercera División RFEF. Ha fatto il suo esordio il 5 settembre nell'incontro vinto 2-1 contro L'Hospitalet. Il 28 giugno 2022 è passato all'Atlético Paso in quarta divisione.
Il 27 giugno 2023 è stato acquistato dal Tenerife, con cui ha debuttato nel calcio professionistico il 21 agosto nella partita di Segunda División vinta 2-0 contro l'Huesca. Il 31 luglio dell'anno successivo ha firmato un quadriennale con il Granada ed il 15 settembre ha segnato il suo primo gol in carriera nella trasferta pareggiata 2-2 contro l'Elche.

## Statistiche

### Presenze e reti nei club
Statistiche aggiornate al 22 marzo 2025.
| Stagione        | Squadra         | Campionato      | Campionato | Campionato | Coppe nazionali | Coppe nazionali | Coppe nazionali | Coppe continentali | Coppe continentali | Coppe continentali | Altre coppe | Altre coppe | Altre coppe | Totale | Totale | Totale |
| Stagione        | Squadra         | Comp            | Pres       | Reti       | Comp            | Pres            | Reti            | Comp               | Pres               | Reti               | Comp        | Pres        | Reti        | Pres   | Reti   |        |
| --------------- | --------------- | --------------- | ---------- | ---------- | --------------- | --------------- | --------------- | ------------------ | ------------------ | ------------------ | ----------- | ----------- | ----------- | ------ | ------ | ------ |
| 2021-2022       | Girona B        | TDR             | 13         | 0          | -               | -               | -               | -                  | -                  | -                  | -           | -           | -           | 13     | 0      |        |
| 2022-2023       | Atlético Paso   | SF              | 23         | 0          | CR              | 2               | 0               | -                  | -                  | -                  | -           | -           | -           | 25     | 0      |        |
| 2023-2024       | Tenerife        | SD              | 21         | 0          | CR              | 4               | 0               | -                  | -                  | -                  | -           | -           | -           | 25     | 0      |        |
| 2024-2025       | Granada         | SD              | 21         | 1          | CR              | 2               | 0               | -                  | -                  | -                  | -           | -           | -           | 23     | 1      |        |
| Totale carriera | Totale carriera | Totale carriera | 78         | 1          |                 | 8               | 0               |                    | -                  | -                  |             | -           | -           | 86     | 1      |        |